# Gerdt Wretmark
Gerdt Erik Wretmark, född 23 april 1918 i Malmö, död 29 december 2001 i Visby, var en svensk psykiater.
Wretmark blev medicine licentiat vid Lunds universitet 1947, medicine doktor 1953, docent i psykiatri vid Lunds universitet 1954 och vid Karolinska institutet 1964. Han innehade olika läkarförordnanden 1947–56, var överläkare vid psykiatriska kliniken på Regionsjukhuset i Linköping 1956–83, professor i psykiatri i Linköping 1970–83 och bedrev privatpraktik i Visby från 1989. Han författade skrifter i psykiatri, medicinsk etik och kommunikation.